# André Thevet
André de Thevet (también llamado André de Thevet) (1502, Angulema - 23 de noviembre de 1590, París, Francia) fue un fraile franciscano, explorador, cosmógrafo y escritor que viajó por el Brasil en el siglo XVI y plasmó en su libro Particularidades de la Francia Antártica una descripción del país, de sus habitantes aborígenes, así como un breve recuento de episodios históricos en torno a la Francia Antártica, un establecimiento francés en Río de Janeiro. 

## Biografía
A la edad de diez años, entró en el convento de franciscanos de Angulema. No muy impresionado por la religión, André prefirió dedicarse a la lectura. Visitó Italia al mismo tiempo que Guillaume Rondelet (1507-1566).
En 1549, por intermedio y ayuda de Juan de Lorena (1498-1550), se embarcó en un largo viaje de exploración por Asia, Grecia, Palestina y Egipto. Luego de su regreso a Francia en 1554, publicó una cuenta de este viaje bajo el título Sobre la Cosmografía del Levante. 
Casi inmediatamente después de esto fue asignado como capellán de la flota del vicealmirante Nicolas Durand de Villegaignon (1510-1571) para colonizar el Brasil. En el Nuevo Mundo recogió muchos especímenes de animales, plantas y minerales, y describió obras aborígenes en cerámica. Sobre la base de las anotaciones y relatos de los marineros franceses escribió su trabajo más importante, Singularidades de la Francia Antártica (publicado en 1557). Como es usual en las obras de la época, el libro contiene exageraciones extravagantes, aunque es de gran valor documental: describió por primera vez algunas plantas usadas como alimento por los indios, tales como la mandioca, el ananá, el maní y el tabaco (su descubrimiento para Europa sería luego disputado con Jean Nicot). También registró por vez primera menciones a algunos animales característicos de la fauna amazónica, entre los que destacan el macaco, el perezoso y el tapir. 
Thévet era también un historiógrafo destacado, que publicó en 1584 ocho volúmenes sobre las vidas de los hombres famosos. Fue nombrado capellán de la corte de Catalina de Médici (1519-1589) e historiógrafo y cosmógrafo oficial del rey.
Tanto Montaigne como Haklyut descalicaron a Thévet, al que consideraban un mentiroso fabulador.